# Erigone malvari
Erigone malvari là một loài nhện trong họ Linyphiidae.
Loài này thuộc chi Erigone. Erigone malvari được Alberto Barrion & James A. Litsinger miêu tả năm 1995.